# Love is… (жевательная резинка)
Love is… — турецкая жевательная резинка с вкладышами про любовь. Была популярна в России и СНГ в 1990-х годах, до сих пор производится в Турции компанией Dandy Sakiz.
Автором рисунков является новозеландская художница-мультипликатор Ким Гроув, которая рисовала мальчика и девочку на салфетках, и дарила эти изначально черно-белые рисунки будущему  мужу, Роберто Касали. А уже потом супруги обратились к Биллу Эспри с просьбой продолжить серию в виде цветного комикса (источник информации https://en.m.wikipedia.org/wiki/Kim_Casali

## Разновидности
Жевательная резинка имеет обёртку из двух цветов и содержит два вкуса, которые символизируют «любовь двух фруктов». Всего производится десять комбинаций вкусов:
1. Банан и клубника (голубая обёртка с белыми краями)
2. Ананас и апельсин (оранжевая обёртка с жёлтыми краями)
3. Вишня и лимон (малиновая или чёрная обёртка с жёлтыми краями)
4. Перечная мята и ментол (обёртка цвета морской волны с серебристыми краями)
5. Яблоко и лимон (салатовая обёртка с жёлтыми краями)
6. Кокос и ананас (жёлтая обёртка с салатовыми краями)
7. Черешня и Лимон (вишневая обёртка с жёлтыми краями)
8. Шоколад (розовая обёртка с коричневыми краями)
9. Шоколад и дыня (коричневая обертка с жёлтыми краями)
10. Кола и лимон (обертка-вкладыш)

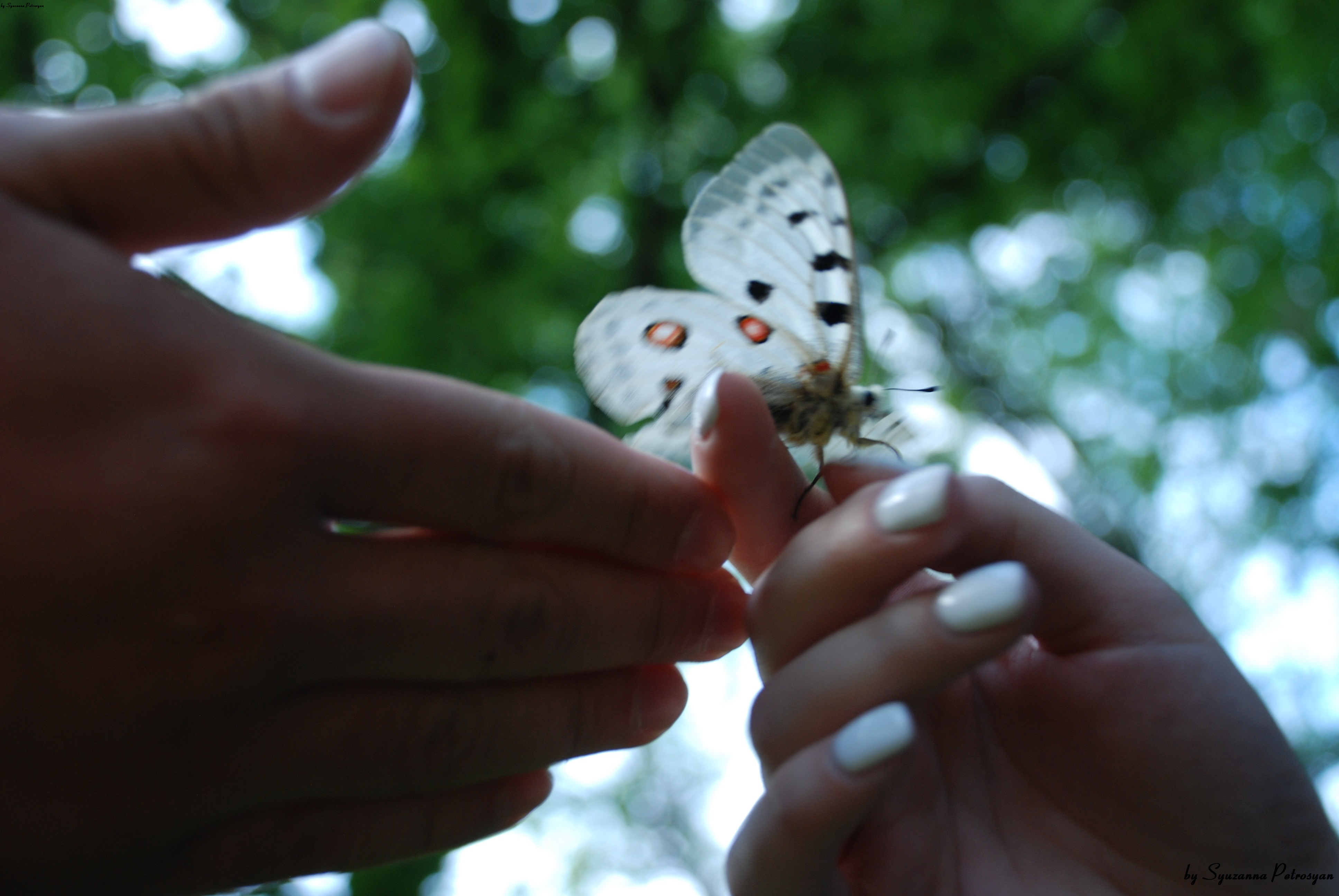
Один из вкладышей жвачки

На вкладышах жевательной резинки были рисунки британского художника Билла Эспри, отображающие различные проявления взаимоотношений мальчика и девочки и содержащие краткое юмористическое определение любви. Например:
- Любовь — это быть милым со своей тёщей.
- Любовь — это заразиться простудой от неё.
- Любовь — это язык, на котором говорят все сердца.
- Любовь — это знать, что твое сердце в надежных руках.
- Любовь — это до женитьбы показать ей ваш будущий дом.
- Любовь — это оставить сообщение на его ветровом стекле.
- Любовь — это Алёна и Ваня

## Интересные факты
- Художник Билл Эспри, известный своим комиксом Love Is..., не подозревал, что его рисунки поставляются вместе с турецкой жевательной резинкой «Love is…». Об этом он узнал только в 2008 году тогда, когда ему позвонил корреспондент журнала «Большой город», чтобы взять у него интервью как у автора картинок к вкладышам известной жвачки.[3]
- Санкт-Петербургская кондитерская фабрика «Меньшевик» выпускала жевательную резинку со схожим названием («Life is… Life») и похожей упаковкой. В 2002 году МАП РФ запретило выпуск данной жевательной резинки, признав это недобросовестной конкуренцией с турецкой компанией Dandy Sakız ve Şekerleme San. A.Ş.[4][5].